# Англо-датская война
Англо-датская война 1807—1814 годов (Война канонерских лодок) — война Великобритании против Дании во время наполеоновских войн. Название войны происходит от датской тактики использования небольших канонерских лодок против регулярного британского Королевского флота.

## Предыстория
Военно-морской конфликт между Англией и Данией начался с Копенгагенского сражения в рамках войны Второй коалиции в 1801 году, когда эскадра Горацио Нельсона в составе флота адмирала Паркера напала на датскую столицу. Проигранное сражение стало причиной датской политики вооруженного нейтралитета во время последних этапов французских революционных войн, в которых Дания использовала свои военно-морские силы для защиты внутренней и датско-норвежской торговли. В 1807 году Дания приняла решение присоединиться к континентальной блокаде. Стремясь предотвратить это, Великобритания решила нанести превентивный удар и направила свой флот к датским берегам. 16 августа 1807 года близ Копенгагена был высажен десант. Действиями британского флота и десанта столица Дании была блокирована.

## Датская тактика
В результате британского захвата и уничтожения крупных частей датско-норвежского флота во время нападения на Копенгаген, датско-норвежское правительство решило строить канонерки в больших количествах, чтобы компенсировать потери. Датский командующий (а позже адмирал) Стеен Андерсен Билле (1751-1833) был активным сторонником стратегии использования канонерок. Проекты канонерок были первоначально разработаны шведом Фредриком Хенриком аф-Чапменом, а стратегическое преимущество канонерок заключалось в том, что они могли строиться быстро и без лишних затрат по всему королевству. Тактическим преимуществом канонерок было то, что они были очень манёвренны, особенно в неглубоких водах, и в них было тяжело попасть из орудий. С другой стороны, лодки были уязвимы и нередко тонули от единственного попадания. Их также нельзя было использовать в бурном море и против больших кораблей. Тем не менее, датско-норвежское правительство произвело более 200 канонерок двух моделей: шлюп-канонерка (экипаж из 76 человек, 18- или 24-фунтовая пушка в носовой части, а другая - на корме) и малая канонерка (экипаж из 24 человек, одна 24-фунтовая пушка на носу).

## Война

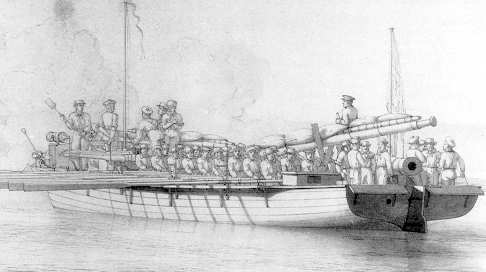
Датская канонерка

В течение первых трех лет войны канонерки несколько раз смогли захватить грузовые суда из конвоев и победить британские военно-морские бриги, хотя они не были достаточно сильны, чтобы одолеть большие фрегаты и линейные корабли. Англичане контролировали датские воды в течение всей войны, и с наступлением сезона навигации регулярно проводили крупные торговые конвои через Эресунн и Большой Бельт. Война включала в себя не только вооруженные столкновения, но и экономическую войну: британцы регулярно захватывали торговые суда в качестве трофеев, проводили рейды на небольшие острова, хорошо заселенные, но незащищенные. Британские военные корабли также проводили десанты для пополнения запасов дров и воды, принудительно скупая или попросту угоняя домашний скот.
Война шла параллельно с англо-русской войной, и Россия и Дания являлись союзниками в действиях против британских войск.

### 1807—1808
12 августа 1807 года, еще до того, как война была официально объявлена, британский линкор HMS Comus захватил 32-пушечный датский фрегат Friderichsværn. В бою пострадал только один британский матрос, а датчане потеряли 12 человек, еще 20 были ранены, некоторые смертельно. Королевский флот поставил Frederiksværn на службу и переименовал в Frederickscoarn. 23 августа британский HMS Prometheus обстрелял ракетами датскую флотилию канонерских лодок, но атака имела небольшой эффект.
После ожесточенного артиллерийского обстрела 7 сентября гарнизон Копенгагена сложил оружие. Британцы захватили весь датский военный флот, но правительство Дании отказалось капитулировать и обратилось за помощью к Франции.
11 сентября адмирал Томас Макнамара Рассел с борта HMS Carrier отправил депешу британскому Адмиралтейству, где объявил о капитуляции маленького острова Гельголанд. Гельголанд с этого времени стал центром контрабанды и шпионажа против Наполеона.
В конце октября 1807 года был заключён франко-датский военный союз, и Дания официально присоединилась к континентальной блокаде.
Только 4 ноября 1807 года Британская Империя официально объявила войну Дании. 7 ноября войну Британской Империи также объявила Россия, вынуждаемая к этому шагу условиями Тильзитского мира.
В декабре 1807 года британская эскадра по командованием адмирала Кокрейна оккупировала датские колонии в Вест-Индии.
В 1808 году на стороне Великобритании в войну вступила Швеция, но основные события развернулись на востоке, где в ходе русско-шведской войны 1808—1809 годов шведы были разгромлены русскими войсками.
В Ост-Индии 13 февраля 1808 года HMS Russell высадил 14-й пехотный полк на побережье Коромандел, что позволило захватить Транкебар (датскую колонию в Индии). 14 марта 14-пушечный HMS Childers и датский 20-пушечный шлюп HDMS Lougen вступили в затяжной бой. Британцы потеряли два человека убитыми и девять ранеными, прежде чем смогли выйти из боя и вернуться в Лейт. 22 марта британские линейные корабли HMS Nassau и HMS Stately уничтожили датский линкор HDMS Prins Christian Frederik, которым командовал капитан Карл Йессен, в сражении у острова Зеландия. HMS Nassau потерял одного солдата убитым, 16 получили ранения, а HMS Stately потерял 4 убитыми и 27 ранеными. Датчане потеряли 55 человек убитых и 88 ранеными.

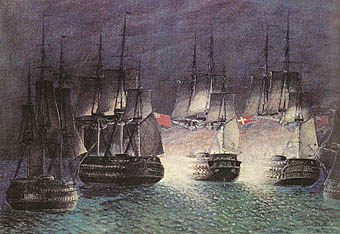
Сражение у острова Зеландия

22 апреля 1808 года шлюпы HMS Daphne и HMS Tartarus, при поддержке брига HMS Forward, напали на датско-норвежский конвой рядом с Скагеном. Конвой перевозил продовольствие в Норвегию, где ввиду британской блокады датских вод начался голод. Британцы под сильным огнём с берега потопили пять бригов, три галиота, шхуны и шлюп. 15 мая британский фрегат HMS Tartar подошел к Бергену под голландским флагом, чтобы атаковать голландский фрегат Guelderland, который был там на ремонте. К сожалению для британцев, Guelderland уже покинул бухту, и англичане отправили к берегу лодки, чтобы атаковать торговые суда. Когда лодки попали под сильный огонь, HMS Tartar подошел к городу, чтобы прикрыть их. Во время битвы капитан HMS Tartar и еще один матрос были убиты, двенадцать получили ранения, но фрегат смог уйти.

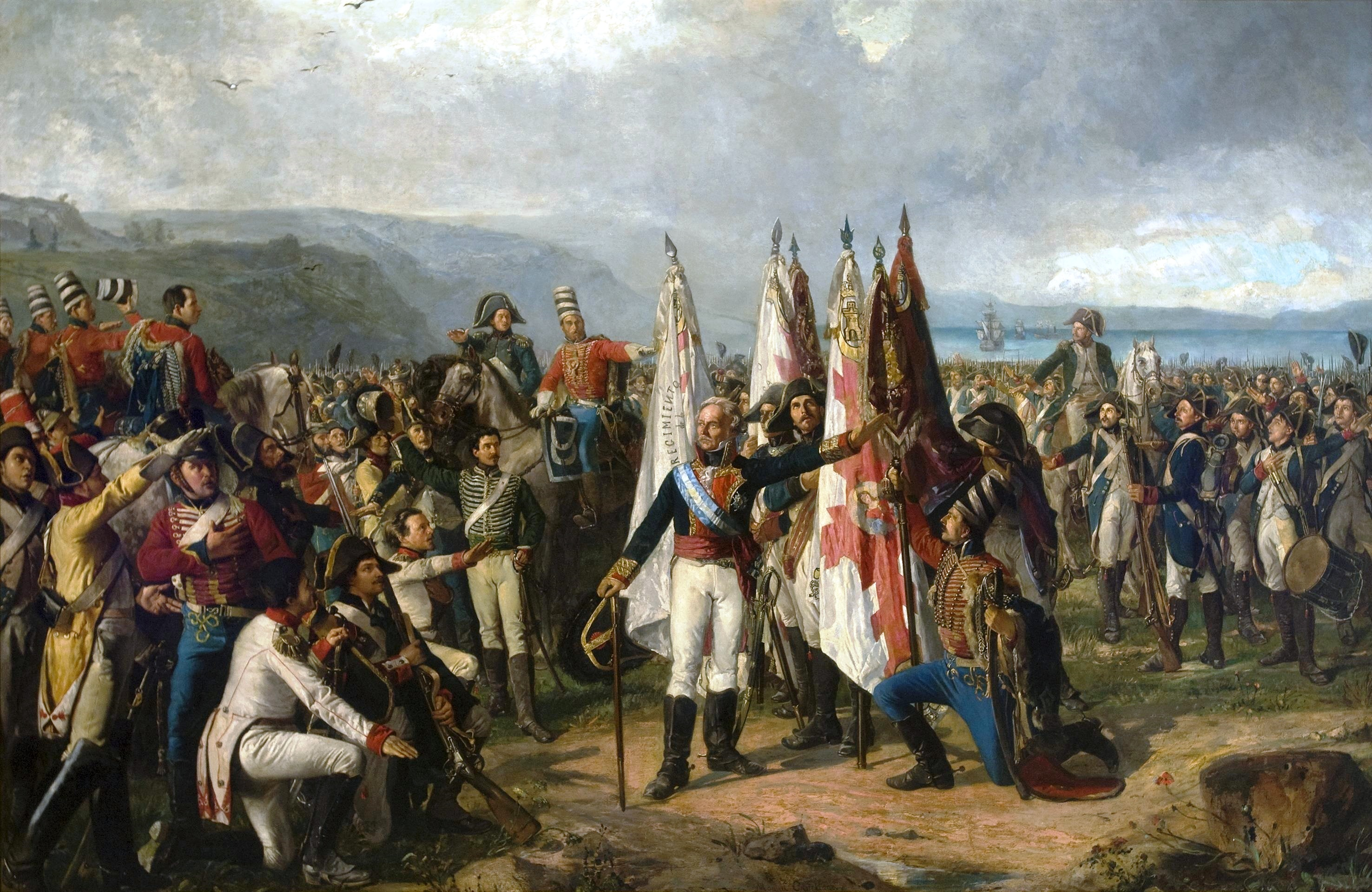
Испанская Северная дивизия, воевавшая против британцев в Дании, присягает повернуть своё оружие против французов и переходит под власть британской короны

24 мая британский вооруженный куттер Swan вступил в бой у острова Борнхольм с датским 8-пушечный куттером. Бой закончился взрывом на борту датского корабля, в то время как Swan обошелся без потерь, несмотря на огонь со стороны датского судна и батарей Борнхольма. Островная батарея заставила британский куттер уйти.
4 июня четыре датских канонерки напали на шлюп HMS Tickler и захватили его после четырех часов боя. HMS Tickler потерял капитана и еще 14 матросов, еще 22 солдата и офицера получили ранения. Датчане потеряли всего одного человека раненым. Датчане сделали HMS Tickler учебным кораблем.
19 июня британский бриг HMS Seagull преследовал и догнал датский бриг HDMS Lougen, который был вооружен 18-ю короткими 18-фунтовыми пушками и двумя длинными 6-фунтовыми пушками. На 20-й минуте боя подошли 6 датских канонерских лодок и открыли огонь по британцам, в то время как Lougen открыл огонь по левому борту носа HMS Seagull. Через полчаса пожар сильно повредил такелаж Seagull и вывел из строя 5 орудий. В конце концов Seagull сдался, потеряв 8 убитых и 20 раненых, в том числе капитана, Р. Б. Кэткарта. Seagull вскоре после этого затонул.
Датчане также захватили шлюп HMS Tigress. Шестнадцать датских канонерских лодок захватили его в проливе Большой Бельт 2 августа. В бою HMS Tigress потерял двух человек убитыми и восемь ранеными.
20 октября 1808 года скованный штилем HMS Africa, под командованием капитана Джона Баррета, едва пережил нападение 25 датских канонерских лодок и семи вооруженных катеров под командованием коммодора Й.К. Кригера в проливе Эресунн. HMS Africa потерял девять убитых и 51 раненых. Ночью датчане захватили корабль. 5 декабря англичанам повезло еще меньше, когда HMS Proselyte был разбит о рифы острова Анхольт из-за того, что датчане разрушили маяк. Экипаж был спасён.

### 1809—1810
18 мая 1809 года 64-пушечный линкор HMS Standard, под командованием капитана Пэффорда Холлиса, и 36-пушечный фрегат HMS Owen Glendower захватили остров Анхольт. Часть моряков под командованием капитана Уильяма Селби и капитана Эдварда Николлса высадились на берег. Датский гарнизон из 170 солдат оказали ожесточённое, но неэффективное сопротивление, что привело к гибели одного британского моряка и ранению ещё двух. Далее гарнизон сдался, и англичане взяли остров под свой контроль. Основная цель миссии состояла в том, чтобы восстановить маяк на Анхольте для облегчения передвижения британских конвоев.

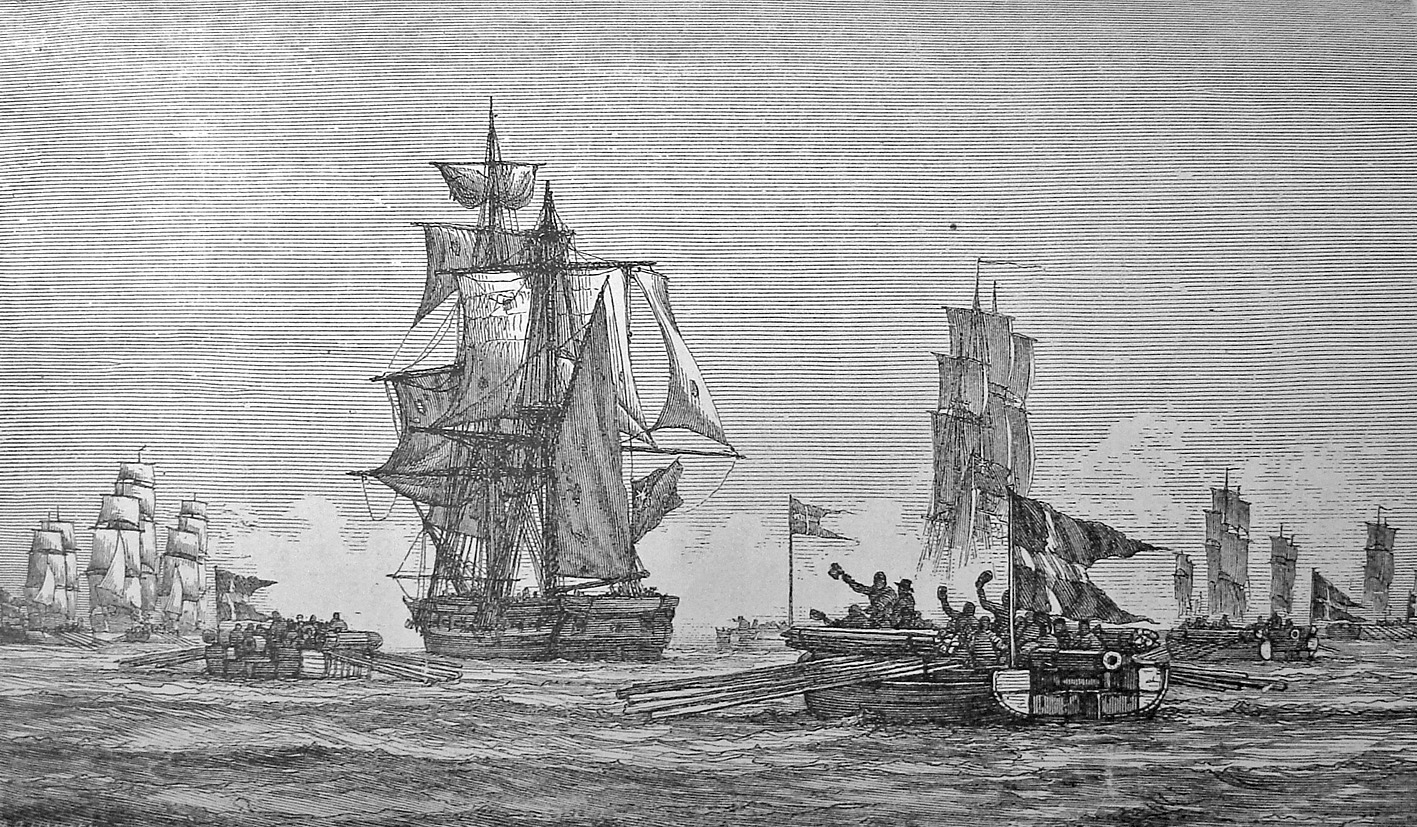
Датские канонерки захватывают HMS Turbulent, 9 июня 1808 года

9 июня датско-норвежская флотилия из 21 канонерки и 7 минометных лодок атаковала британский конвой из 70 торговых судов у острова Сальтхольм вблизи Копенгагена. Датчанам удалось захватить 12 или 13 торговых судов, а также HMS Turbulent, один из кораблей конвоя. 10 августа датчане захватили HMS Allart, бывший корабль датского флота. 12 августа командующий HMS Lynx Джон Уиллоуби Маршалл обнаружил три датских люгера вблизи датского побережья. Вода была слишком мелкой для Lynx, поэтому Маршалл отправил в бой шлюп сопровождения Monkey и лодки. Самый большой из люгеров, который имел четыре пушки и четыре гаубицы, открыл огонь по Monkey, прежде чем все три люгера бросились к берегу, как только Monkey ответил огнём 18-фунтовых карронад. Британцы загнали датчан на мели и на следующий день захватили их без потерь. 2 сентября датско-норвежский флот захватил еще одно британское судно, когда датская флотилия канонерок под командованием лейтенанта Николая Х. Туксена захватили у берегом северной Ютландии пушечный бриг HMS Minx. Бой стоил британцам двух человек погибшими и девяти ранеными.
В начале 1810 года датчане перестали посылать корабли с ресурсами в Норвегию из-за британской военно-морской активности в Эресунне. В то же время были отмечены трудности в транспортировке зерна из Вордингборга на юге Дании, мимо Моена в Копенгаген. Для нормализации поставок датчане стали использовать флотилии торговых судов в сопровождении канонерок, что позволило избежать голода в Дании.
13 апреля 1810 года четыре датских канонерских лодки, под командованием лейтенанта Петера Николая Скибстеда, захватили британскую канонерку Grinder у полуострова Дьюрсланд близ Грено. Британский корабль был вооружен одной 24-фунтовой пушкой и одной 24-фунтовой карронадой. (Grinder находилась под командованием Томаса Хестера и перезимовала на Анхольте). Из экипажа из 34 человек двое были убиты в бою, двое получили ранения. 23 мая семь датских канонерок открыли огонь по бриг-шлюпам HMS Raleigh и HMS Alban и куттеру Princess of Wales недалеко от Скагена. Датчане потеряли одну канонерскую лодку. 23 июля противники сошлись в сражении у норвежского острова Силла. Британские фрегаты HMS Belvidera и HMS Nemesis атаковали гавань и сожгли три шхуны — Odin, Tor и Balder, а также баржу Cort Adeler, находившиеся там. 12 сентября шесть датских канонерские лодки захватили пребывавший в штиле Alban после четырёхчасового боя, во время которого британцы потеряли капитана и ещё одного солдата погибшими и троих ранеными. Датчане приняли корабль в состав своего флота, сохранив ему название.

### 1811—1814
Датские канонерские лодки, укомплектованные почти 1000 солдат, в том числе пехотинцами, попытались вернуть себе остров Анхольт 27 февраля 1811 года. Сражение у Анхольта привело к отступлению датчан с большими потерями. 23 апреля британский куттер Swan встретил три датские канонерские лодки у Сеннингесунда. Залп с одной из канонерок привел к попаданию воды в оружейный погреб, и Swan  был вынужден сдаться. Датчане попытались отбуксировать куттер, но он затонул недалеко от Уддевалла. 11 мая HMS Rifleman отбил Alban у датчан. Захват произошел после 12-часовой погони около Шетландских островов. Ко времени захвата Alban был вооружен 12-ю пушками и имели экипаж из 58 человек.

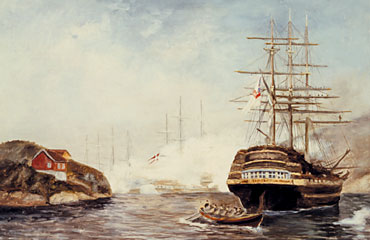
Сражение при Лингёре

31 июля 1811 года HMS Brev Drageren и HMS Algerine следовали в Лаугесундфьорде, Норвегия, когда столкнулись с тремя датскими бригами: 20-пушечным Langeland, 18-пушечным Lügum и 16-пушечным Kiel. Уступавшие по вооружению английские корабли обратились в бегство. На следующий день HMS Brev Drageren неудачно повторно столкнулся с датскими бригами. 17 августа HMS Manly отплыл из Ширнесса с конвоем. 2 сентября у Арендаля на норвежском побережье к нему присоединился HMS Chanticleer. К концу дня конвой наткнулся на три датских 18-пушечных брига (Alsen, Lolland, Samsø). Lolland атаковал Manly, а два других брига преследовали Chanticleer, но тот смог бежать. В бою с Lolland Manly потерял лонжероны и такелаж, а после потери шести пушек по левому борту был вынужден сдаться.
Последний крупный бой между датскими и британскими военными кораблями состоялся 6 июля 1812 года во время сражения у Лингёра, когда небольшая эскадра британских кораблей встретила небольшую эскадрилью датских судов у норвежского побережья. Англичане смогли уничтожить датский фрегат Najaden.
Развязка войны наступила только в 1814 году, когда рухнула наполеоновская империя и Дания лишилась могучего покровителя. В результате шведского вторжения в Гольштейн еще в декабре 1813 года во время войны Шестой коалиции Дания-Норвегия вынуждена была искать мира. По условиям Кильского мира Дания признала своё поражение и уступила Швеции Норвегию, а Великобритании — остров Гельголанд, захваченный британцами еще в 1807 году. В целом англо-датская война отрицательно сказалась на экономическом и политическом положении Дании.